# Tigre (partido)
Pour les articles homonymes, voir Tigre (homonymie).
Tigre est un partido de la province argentine de 
Buenos Aires, qui fait partie du Grand Buenos Aires. Son chef-lieu est la ville de Tigre. Il comptait 376 381 habitants en 2010.

## Histoire
Le nom de la région et de son chef-lieu provient des “tigres”, nom donné par les premiers colons européens aux jaguars d'Amérique du Sud.

## Situation
Tigre est situé dans la zone nord du Grand Buenos Aires, à 31 km au nord-ouest de la capitale. C'est un grand lieu touristique qui reçoit des visiteurs toute l'année.
Le partido est limité par ceux de San Martín, San Isidro, San Fernando, San Miguel, Malvinas Argentinas et Escobar.
Le partido de Tigre est l'un des rares districts intégrés pleinement dans le delta du Paraná, qui se trouve à l'embouchure du río Paraná.
Le río Luján sépare la ville de Tigre de la zone du delta. La première section du delta appartient pour sa plus grande partie au partido de Tigre.

## Superficie - population
- Sa superficie est 220 km2.
- Le partido de Tigre avait 301.223 habitants en 2001, dont 148.057 étaient de sexe masculin et 153.166 de sexe féminin, soit une densité de 836,7 hab/km2.